# Psalmy syryjskie
Psalmy syryjskie – pięć apokryficznych psalmów, uznawanych w syryjskim kanonie Starego Testamentu. Psalmom tym nadano numerację od 151 do 155. Zawiera je Peszitta, która umieszcza je zaraz po Księdze Psalmów i przypisuje ich autorstwo Dawidowi.

## Manuskrypty
Psalmy od 151 do 155 przekazują nieliczne syryjskie kodeksy biblijne. Najstarszy manuskrypt Mosul cod. 4 pochodzi z XII wieku, a jest przechowywany w bagdadzkiej bibliotece patriarchatu chaldejskiego. Psalmy syryjskie zawierają również rękopisy dzieł nestoriańskiego biskupa Eliasza z Anbar, żyjącego w pierwszej połowie X wieku. Najstarszy rękopis dzieł Eliasza pochodzi z XIV wieku, a psalmy syryjskie zostały w nim zapisane w celu zapełnienia wolnej karty.
Psalm 151 jest jednak poświadczony większą liczbą syryjskich kodeksów biblijnych, z których najstarszy pochodzi z VI wieku. W grocie 11 w 
Kumran w odnalezionym zwoju 11Q5 zachował się hebrajski tekst psalmów 151, 154 i 155. Ponadto Septuaginta oddzielnie przekazuje grecki tekst samego Psalmu 151, a jego łaciński przekład zawierają również niektóre rękopisy Wulgaty.

## Opis
Psalmy prawdopodobnie powstały pierwotnie w języku hebrajskim, co poświadcza zwój 11Q5, zawierający psalmy 151, 154 i 155. Czas ich powstania na najpóźniej pierwszą połowę I wieku n.e. ogranicza zwój 11Q5 z Qumran. Zapewne jednak powstały w epoce hellenistycznej. William F. Albright uważał, że Psalm 151 pochodzi z VII lub VI wieku p.n.e., jednak opinii tej nie podzielają inni badacze. Wydanie krytyczne psalmów syryjskich na podstawie rękopisu Mosul cod. 4 z Bagdadu opracował Willem Baars (The Old Testament in Syriac according to the Peshitta Version).
Treść psalmów:
- Psalm 151 – Pieśń pochwalna Dawida ku czci Boga
- Psalm 152 – Modlitwa Ezechiasza.
- Psalm 153 – Modlitwa Żydów z Persji, którzy dostali zezwolenie na powrót do domu.
- Psalm 154 – Modlitwa Dawida gdy lew i wilk porwały owcę z jego stada.
- Psalm 155 – Modlitwa Dawida, którego Bóg wybawił od lwa i wilka.